# Endlich Witwer – Über alle Berge
Endlich Witwer – Über alle Berge ist ein deutscher Fernsehfilm aus dem Jahr 2023. Der Film ist die Fortsetzung der Filme Endlich Witwer und Endlich Witwer – Forever Young. In der Hauptrolle spielt Joachim Król ein drittes Mal Witwer Georg. Der Film wurde zuerst am 24. April 2023 in der ZDFmediathek veröffentlicht und wurde im Fernsehen am 1. Mai 2023 im Montagabendprogramm des ZDF ausgestrahlt.

## Handlung
Georg Weiser werden auf seiner Reise mit dem Wohnmobil auf Gran Canaria seine Jacke mitsamt allen Ausweisen gestohlen. Bei der Verfolgung der Diebin rennt er auf eine Fähre, wird dort als vermeintlicher blinder Passagier aufgegriffen und am Zielort auf La Gomera in Untersuchungshaft genommen. Georg sieht sich im Recht und macht aus seinem Ärger keinen Hehl, was seine Situation nicht sonderlich verbessert. In einem günstigen Moment kann er aus dem Revier entkommen und ist nun auf der Flucht vor der Polizei.
Er trifft auf eine deutsche Aussteigerin Becky, die Georg in ihrem Wagen zu einer Plantage mitnimmt, um ihn dort bei ihren Freunden zu verstecken. Hier kann Georg endlich Kontakt zu Sohn Gerd aufnehmen und beordert diesen sofort auf die Insel, um Ersatzpapiere vorbeizubringen. Beim Essen mit den Aussteigern werden deren Vorurteile gegenüber den Insulanern deutlich. Georg gefällt es nicht, wie sie auf die einheimische Bevölkerung herabschauen, woraufhin er die Plantage verlässt. Er nächtigt unweit im Freien und wird geweckt, als die Diebin Brot von der Plantage stiehlt. Georg stellt sich auf ihre Seite und verlässt mit ihr gemeinsam die Plantage. Sohn Gerd kann aufgrund eines Fluglotsenstreiks nicht pünktlich losfliegen und freundet sich während der Wartezeit mit einem Stuntman, der sich Büffel nennt, an. Dieser verliebt sich in dieser kurzen Zeit in Gerd.
Georg läuft mit Soleil, so heißt die Diebin, über die Insel. Sie zeigt ihm ihre fremde Welt, erzählt über ihre Herkunft und lässt Georg teilhaben, wie sie mit den Dingen, die sie hat, auskommt – so lebt sie beispielsweise in einer kleinen Höhle. Soleil ist ursprünglich aus dem Senegal gekommen und jetzt hier als Migrantin gelandet. Für Georg sind dies Einblicke, die ihn sein eigenes Dasein überdenken lassen. Sie werden von einer Polizistin aufgegriffen, welche die beiden jedoch nicht im Revier abliefert, sondern spontan zu sich nach Hause mitnimmt und übernachten lässt. Georg macht Soleil das Angebot, in seiner alten Kunstrasenfirma eine Stelle zu besorgen. Am nächsten Morgen ist Soleil schon wieder gegangen.
Georg trifft am Hafen auf Gerd, muss aber zusehen, dass sie nicht von der Polizei entdeckt werden. Vater und Sohn kommen sich im Gespräch wieder näher, Gerd erzählt von der Bekanntschaft mit Büffel und dass er mit diesem weiter befreundet sein wolle. Er stellt fest, dass sein Vater überhaupt keine Freunde habe. In dem Moment entdecken sie einen Afrikaner, den Georg im Gefängnis getroffen hat. Da dieser nur Französisch spricht, sucht Georg Soleil auf. Schließlich stellt sich Georg mit den Ersatzpapieren der Polizei, während Gerd den jungen Afrikaner im Wohnmobil von der Insel schmuggelt. Nachdem die Polizei Georg gehen lässt, fragt er Gerd, ob er ihn nicht ein wenig auf seiner weiteren Reise begleiten möchte. Zuvor hat er Soleil noch eine Karte hinterlassen und geschrieben, dass sein Angebot stehe.

## Produktion
Der Film wurde vom 5. September 2022 bis zum 9. Oktober 2022 auf Gran Canaria und La Gomera gedreht.

## Soundtrack
Für den Soundtrack wurden unter anderem folgende Songs verwendet:
- T. Rex (Get It On)

## Rezeption

### Kritiken
Das Lexikon des internationalen Films bewertet den Film mit 2,5 von 5 möglichen Sternen und schreibt über das Werk: „Dritter Teil einer Fernsehfilm-Reihe, deren anfangs als Misanthrop eingeführte Hauptfigur weitere Lernprozesse durchläuft und Vorurteile abbaut. Das ist dank des Hauptdarstellers noch immer unterhaltsam, nähert sich aber zusehends thesenhafter Beliebigkeit an.“
Rainer Tittelbach gibt dem Film in seiner Besprechung bei tittelbach.tv insgesamt 5 von 6 möglichen Sternen.

### Einschaltquote
Bei seiner Erstausstrahlung am 1. Mai 2023 im ZDF sahen insgesamt 5,53 Millionen Zuschauer den Film. Dies entsprach einem Marktanteil von 20,1 %.